# Wijken en buurten in Buren
De Nederlandse gemeente Buren is voor statistische doeleinden onderverdeeld in wijken en buurten. De gemeente is verdeeld in de volgende statistische wijken:
- Wijk 00 Buren (CBS-wijkcode:021400)
- Wijk 01 Beusichem (CBS-wijkcode:021401)
- Wijk 02 Zoelen (CBS-wijkcode:021402)
- Wijk 03 Lienden (CBS-wijkcode:021403)
- Wijk 04 Ingen (CBS-wijkcode:021404)
- Wijk 05 Maurik (CBS-wijkcode:021405)
- Wijk 06 Ravenswaaij (CBS-wijkcode:021406)

Een statistische wijk kan bestaan uit meerdere buurten. Onderstaande tabel geeft de buurtindeling met kentallen volgens het Centraal Bureau voor de Statistiek (2008):
| CBS-buurtcode | Buurtnaam                                     | Inwonertal | Opp. totaal (ha) | Opp. land (ha) | Ligging                |
| ------------- | --------------------------------------------- | ---------- | ---------------- | -------------- | ---------------------- |
| BU02140000    | Buren-Oude Kern                               | 500        | 12               | 12             | Locatie in de gemeente |
| BU02140001    | Buren Appelenboomgaard                        | 910        | 46               | 45             | Locatie in de gemeente |
| BU02140002    | Buren Tielseweg                               | 800        | 43               | 42             | Locatie in de gemeente |
| BU02140003    | Asch                                          | 320        | 86               | 86             | Locatie in de gemeente |
| BU02140004    | Erichem                                       | 420        | 55               | 55             | Locatie in de gemeente |
| BU02140006    | Verspreide huizen poldergebied Buurmalsen     | 80         | 413              | 412            | Locatie in de gemeente |
| BU02140007    | Verspreide huizen Erichem                     | 120        | 453              | 448            | Locatie in de gemeente |
| BU02140008    | Verspreide huizen Asch                        | 80         | 524              | 524            | Locatie in de gemeente |
| BU02140009    | Verspreide huizen Buren                       | 200        | 868              | 858            | Locatie in de gemeente |
| BU02140100    | Beusichem                                     | 2670       | 91               | 91             | Locatie in de gemeente |
| BU02140101    | Zoelmond                                      | 570        | 30               | 30             | Locatie in de gemeente |
| BU02140109    | Verspreide huizen Beusichem en Zoelmond       | 520        | 1114             | 1055           | Locatie in de gemeente |
| BU02140200    | Zoelen                                        | 1070       | 140              | 137            | Locatie in de gemeente |
| BU02140201    | Kerk Avezaath                                 | 1180       | 90               | 90             | Locatie in de gemeente |
| BU02140202    | De Woerd                                      | 130        | 24               | 24             | Locatie in de gemeente |
| BU02140206    | Verspreide huizen ten oosten van kanaal       | 100        | 519              | 413            | Locatie in de gemeente |
| BU02140207    | Verspreide huizen Zoelen                      | 310        | 1091             | 1071           | Locatie in de gemeente |
| BU02140208    | Verspreide huizen Kerk Avezaath               | 60         | 155              | 155            | Locatie in de gemeente |
| BU02140209    | Verspreide huizen Kapel Avezaath              | 210        | 422              | 415            | Locatie in de gemeente |
| BU02140300    | Lienden                                       | 3650       | 148              | 148            | Locatie in de gemeente |
| BU02140301    | Ommeren met Den Eng                           | 470        | 120              | 120            | Locatie in de gemeente |
| BU02140305    | Ommerveld en verspreide huizen polder Meerten | 300        | 413              | 396            | Locatie in de gemeente |
| BU02140306    | Verspreide huizen Aalst Leutes polder Aalst   | 1100       | 774              | 737            | Locatie in de gemeente |
| BU02140307    | Verspreide huizen De Mars en Marsdijk         | 260        | 731              | 617            | Locatie in de gemeente |
| BU02140308    | Verspreide huizen Lienden                     | 530        | 453              | 435            | Locatie in de gemeente |
| BU02140400    | Ingen                                         | 990        | 75               | 75             | Locatie in de gemeente |
| BU02140402    | Klinkenberg                                   | 360        | 45               | 45             | Locatie in de gemeente |
| BU02140408    | Verspreide huizen Klinkenberg                 | 570        | 626              | 548            | Locatie in de gemeente |
| BU02140409    | Verspreide huizenmerenveld en Zwartepaard     | 160        | 576              | 575            | Locatie in de gemeente |
| BU02140500    | Maurik                                        | 3300       | 132              | 132            | Locatie in de gemeente |
| BU02140501    | Rijswijk                                      | 370        | 30               | 30             | Locatie in de gemeente |
| BU02140502    | Eck en Wiel                                   | 960        | 31               | 31             | Locatie in de gemeente |
| BU02140503    | Ganzert                                       | 210        | 73               | 73             | Locatie in de gemeente |
| BU02140507    | Verspreide huizen Rijswijk                    | 180        | 477              | 384            | Locatie in de gemeente |
| BU02140508    | Verspreide huizen Maurik                      | 790        | 1594             | 1389           | Locatie in de gemeente |
| BU02140509    | Verspreide huizen Eck en Wiel                 | 760        | 666              | 641            | Locatie in de gemeente |
| BU02140600    | Ravenswaaij                                   | 180        | 18               | 18             | Locatie in de gemeente |
| BU02140608    | Verspreide huizen Ravenswaaij                 | 230        | 422              | 378            | Locatie in de gemeente |
| BU02140609    | Verspreide huizen poldergebied                | 110        | 712              | 699            | Locatie in de gemeente |